# Manda (Insel)
Manda ist eine Insel der Lamu-Inselgruppe im Indischen Ozean vor der Nordküste von Kenia.
Im 9. Jahrhundert waren vor allem die Häfen von Takwa und die Stadt Manda für ihren Reichtum bekannt. Die Insel ist heute mit einer Fähre von Lamu zu erreichen und besitzt einen eigenen Flughafen. Sie ist vom Festland durch den schmalen, über weite Strecken nur 40 bis 80 Meter breiten Mkanda-Kanal getrennt.
Die Insel wurde 1430 verlassen. Eine bei archäologischen Ausgrabungen gefundene chinesische Münze aus der Regierungszeit Zheng Hes belegt eine Handelsverbindung der ehemaligen Bewohner mit Asien im frühen 15. Jahrhundert.